# Bahi Ladgham

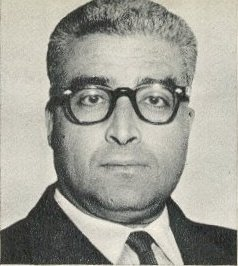
Bahi Ladgham

Bahi Ladgham (arabisch الباهي الأدغم, DMG al-Bāhī al-Adġam; * 10. Januar 1913 in Tunis; † 13. April 1998 in Paris) war Premierminister von Tunesien.

## Biografie
Während des Unabhängigkeitskampfes von Frankreich war er zunächst als Leutnant Adjutant von Habib Bourguiba. Zwischen 1951 und 1955 Leiter des Büros für die nationale Befreiung Tunesiens in New York City.
Nach dem Erreichen der Souveränität von Frankreich am 20. März 1956 wurde er 1957 zum Sekretär des Präsidialamtes ernannt. Nachdem dieses Amt bereits faktisch der Stellung eines Premierministers gleichkam, wurde es am 7. November 1969 auch offiziell umbenannt. Demzufolge war Ladgham von diesem Tag an Premierminister, was er bis zum 2. November 1970 blieb. Darüber hinaus war er von 1957 bis 1966 sowie erneut 1968 Minister für Nationale Verteidigung sowie kurzzeitig 1958 und 1960 Minister für Finanzen und Planung und 1960 Handelsminister.
Während des „Schwarzen Septembers“, eines palästinensisch-jordanischen Konfliktes im Jahre 1970, leitete er das Vermittlungskomitee der Arabischen Liga.
Am 2. November 1970 wurde er als Premierminister entlassen und durch den bisherigen Gouverneur der Zentralbank Hédi Nouira ersetzt, nachdem Präsident Bourguiba entschieden hatte, den Sozialismus zugunsten einer Liberalisierung der Wirtschaft aufzugeben.